# España invertebrada
España invertebrada es una obra de José Ortega y Gasset publicada en 1921 en la que analiza la crisis social y política de la España de su tiempo.

## Sinopsis
Para Ortega, España está viviendo un caso extremo de invertebración histórica que sería producto de una serie de males que se pueden ordenar, según su gravedad, en tres zonas o estratos.
1
En la capa más superficial estarían los errores y abusos políticos, los defectos de la formas de gobierno o el fanatismo religioso. Ortega no entra a analizar esta capa porque le parece poco interesante y considera un error darle demasiada importancia en la patología nacional.
2
En un estrato más hondo se encontrarían los fenómenos de disgregación, lo que llama el “particularismo”, que tiene una expresión tanto política (con los movimientos separatistas catalán y vasco) como social (con la especialización de los gremios y las profesiones):
“La esencia del particularismo es que cada grupo deja de sentirse a sí mismo como parte, y en consecuencia deja de compartir los sentimientos de los demás”.
A esta actitud le opone “la faena de totalización”, un proceso incorporativo en el que los grupos sociales quedan integrados como partes de un todo y que ilustra con el ejemplo de Roma citando a Mommsen. Explica claramente el origen de ese movimiento: “La potencia verdaderamente sustantiva que impulsa y nutre el proceso es siempre un dogma nacional, un proyecto sugestivo de vida en común”.
Resulta interesante señalar que, para Ortega, “cuando una sociedad se consume víctima del particularismo, puede siempre afirmarse que el primero en mostrarse particularista fue precisamente el Poder central”. Y esto, afirma, es lo que pasó en España: “Castilla ha hecho a España y Castilla la ha desecho”. La época de Felipe III marcaría el inicio de esa disolución.
3
Pero la capa más profunda de la invertebración de España, a la que dedica toda la segunda parte de la obra (titulada “La ausencia de los mejores”), sería para el filósofo madrileño un defecto inscrito en el alma nacional: el odio a los mejores.
“Después de haber mirado y remirado largamente los diagnósticos que suelen hacerse de la mortal enfermedad padecida por nuestro pueblo, me parece hallar el más cercano a la verdad en la aristofobia u odio a los mejores”. Hay que subrayar aquí que cuando Ortega habla de aristocracia y la opone a la masa no está haciendo una lectura política, sino casi de psicología social, y encuentra la misma oposición tanto dentro de la alta burguesía como dentro de las organizaciones obreras.
El origen de este mal lo atribuye el autor a la falta de feudalismo en España, de un feudalismo fuerte y vital representado por los pueblos germánicos que se asentaron en Francia (los francos) y no el ensayado por los decadentes visigodos en la península ibérica. Retrotrae pues los problemas del ser hispánico hasta la Edad Media y no solamente la Edad Moderna y la decadencia imperial.
En definitiva, “la rebelión sentimental de las masas, el odio a los mejores, la escasez de estos -he ahí la razón verdadera del gran fracaso hispánico”.
La solución, a la que apunta brevemente Ortega al final del ensayo, vendría de un imperativo que debiera “gobernar los espíritus y orientar las voluntades: el imperativo de selección”. Con esa voluntad operando selectivamente, “usando de ella como de un cincel, hay que ponerse a forjar un nuevo tipo de hombre español”.